# India.Arie
Pour les articles homonymes, voir Arie (homonymie).
India.Arie (née sous le nom India Arie Simpson le 3 octobre 1975 à Denver, dans le Colorado) est une chanteuse et compositrice américaine de neo soul et RnB. Arie a vendu plus de 5 millions d'albums aux Etats-Unis and plus de 10 millions à travers le monde. À ce jour, elle a été nommée 23 fois dans différentes catégories des Grammy Awards et en a remportés 4, dont celui du meilleur album R&B.

## Biographie

### Jeunesse et formation
India Arie Simpson, née au Rose Medical Center (en) de Denver, est la fille de Joyce Simpson, une ex-chanteuse devenue styliste et de Ralph Simpson, un basketteur professionnel des Denver Nuggets. Son prénom d'India a été choisi en référence à Mahatma Mohandas Gandhi, et son second prénom, Arie, est hébreu, il signifie Lion.       
En 1988, les parents d'Indie divorcent, sa mère qui a la garde des enfants emménage à Atlanta, en Géorgie. Indie commence à jouer de la guitare et à s'initier à divers instruments : saxophone, clarinette basse, cor d'harmonie et trompette. Ne supportant plus l'atmosphère scolaire d'Atlanta, Indie rejoint son père dans le Colorado où elle finit ses études secondaires à la  Rangeview High School (en) d'Aurora dans le Colorado.              
Après ses études secondaires, India suit des cours au Savannah College of Art and Design de Savannah où elle se spécialise dans la joaillerie.  

### Carrière professionnelle
De retour à Atlanta, elle participe à la fondation d'un groupe Groovement EarthShare (Groovement était le nom du collectif des artistes et EarthShare, le nom de label indépendant). 
En 2005, elle est par deux fois invitée par The Tyra Banks Show (en). 

### Engagement social et politique
Comme d'autres chanteurs (Kendrick Lamar, Beyoncé, D’Angelo, Dev Hynes), elle est dans la mouvance du Black Lives Matter. 
En 2008, sa chanson There’s Hope, fait partie des divers morceaux choisis par Barak Obama lors de sa campagne pour la présidentielle.  
Le 30 juin 2013, Oprah Winfrey, invite India Arie dans son émission Super Soul Sunday (en),  consacrée aux personnes les plus influentes du moment.   
En 2017, son single Breathe est inspiré par la mort d'Eric Garner en solidarité avec le Movement for Black Lives (en).

### Vie privée
Selon une analyse génétique, ses ascendance africaines seraient diverses : les Mendé du Sierra Leone, les Krou du Liberia, et les Peuls de Guinée-Bissau, . 
En 2007, elle a eu une brève relation avec l'acteur Chris Tucker. 
Arie réside à New York. 

## Articles et interviews
- India.Arie Talks New Album, Influencing Younger Artists & Finally Feeling 'Worthy, interview par Gail Mitchell parue dans le journal Billboard, le 20 février 2019[12];
- Love Matters More Than Anything, interview parue dans Relevant (magazine) (en), le 30 mai 2003[13].

## Discographie
- 2001 : Acoustic Soul, (Motown/Universal)
- 2002 : Voyage to India, (Motown/Universal)[14]
- 2005 : I am not my hair EP : I Am Not My Hair (Konvict Remix) Featuring Akon
- 2006 : Testimony: Vol. 1, Life and Relationship, (Motown/Universal)
- 2009 : Testimony: Vol. 2, Love and Politics, (Motown/Universal)
- 2013 : Songversation (en), (Motown/Songbird)[15]
- 2015 :  Christmas with Friends (en)
- 2019 : Worthy[12]

## Collaboration
- 2010 : Guitar heaven de Santana : India.Arie chante le classique des Beatles, While my guitar gently weeps accompagnée de Yo Yo Ma au violoncelle.
- 2010 : The imagine project de Herbie Hancock, India sur la chanson Imagine avec Konono No.1, Oumou Sangare et Jeff Beck.

## Apparitions
- Sex and the City (2008) (OST) The Heart Of The Matter
- Conception: An Interpretation of Stevie Wonder's Songs (Various Artists) (2003)
- Brown Sugar (2002), (OST) Get It Together
- Empire (2002), (OST) Slow Down
- Don't Say a Word (2001), (OST) Promises
- Bamboozled (2000), (OST) In My Head
- Cassandra Wilson - Belly of the Sun, Just Another Parade (2002)
- Lathun -Lathun (2002)
- Musiq Soulchild -Soulstar (2003)
- Shark Tale (2004), (Gang de requins) (OST)
- Miami Vice : Deux flics à Miami (2006), (Ready For Love) (OST)
- Sérgio Mendes -Timeless (2006)
- Dave Koz -At the Movies - Chanson It might be you (2007)
- En 2011, elle est l'une des têtes d'affiche du festival lesbien californien, le Dinah Shore Festival.

## Producteurs
Shannon Sanders, Courtney Branch "Doctah B Sirius", Branden Burch, Dru Castro, Jimmy "J Rok" English, Jared Gosselin, John Howard III, Frank Macek, Sarah Thomas, Phillip White, Mark Batson, Carlos "6 July" Broady, Blue Miller, Bob Power, Paul Morton, Jr., Andrew Ramsey, India.Arie.

## Récompenses et nominations
- 2010 : Colauréate avec Dobet Gnaore du Grammy awards, catégorie " Best Urban/Alternative Performance" pour Pearls[16]  .